# Liste der Kulturdenkmäler in Aull
In der Liste der Kulturdenkmäler in Aull sind alle Kulturdenkmäler der rheinland-pfälzischen Ortsgemeinde Aull aufgeführt. Grundlage ist die Denkmalliste des Landes Rheinland-Pfalz (Stand: 8. Dezember 2023).

## Einzeldenkmäler
| Bezeichnung | Lage              | Baujahr | Beschreibung | Bild                           |
| ----------- | ----------------- | ------- | --- | ------------------------------ |
| Alte Burg   | Mühlstraße 1 Lage | 1463    | ursprünglich hochmittelalterliche Wasserburg; spätmittelalterlicher Fachwerkbau, teilweise massiv, Krüppelwalmdach, dendrodatiert auf 1463, Anbauten aus der Mitte des 16. und dem 17. Jahrhundert | weitere Bilder Fotos hochladen |
| Mühle       | Mühlstraße 2 Lage | 1832/33 | ehemaliges Mühlengebäude; verputzter Fachwerkbau, Halbwalmdach, angeblich von 1832/33 | BW                             |